# Rivalidad entre Drake y Kendrick Lamar
La rivalidad entre Drake y Kendrick Lamar es una rivalidad del rap entre el rapero canadiense Drake y el rapero estadounidense Kendrick Lamar. En marzo de 2024, la tensión creció con la publicación de «Like That». Posteriormente, Lamar contó con el respaldo de figuras como Future, Metro Boomin, The Weeknd, Rihanna, ASAP Rocky, Rick Ross, Megan Thee Stallion y Kanye West. Por su parte, Drake ha mantenido disputas con Kanye West desde 2018, así como con ASAP Rocky y Rihanna a partir de 2019, y con Megan Thee Stallion desde 2023. Su primer trabajo conjunto data de «Buried Alive Interlude», incluida en el álbum Take Care de Drake, lanzado en 2011. Más adelante, Lamar emitió un mensaje en la pista «Control» de Big Sean en 2013, dirigido a Drake y otros artistas del género, proclamando su afecto pero con la intención de «asesinarlos» en el ámbito musical. Lamar posteriormente precisó que su estrofa no debía interpretarse como un ataque, sino más bien como un reto amistoso entre colegas.
En el año 2023, J. Cole sugirió en su tema «First Person Shooter», perteneciente al álbum For All the Dogs de Drake, que ellos junto a Lamar eran los «tres grandes» del hip hop. La controversia se agudizó en marzo de 2024, cuando Lamar desestimó la mención de Cole en la pista «Like That». Cole replicó con «7 Minute Drill», tema que posteriormente retiró y por el cual se disculpó públicamente. Drake, por su parte, estrenó «Push Ups» y «Taylor Made Freestyle» a mediados de abril, siendo esta última una pieza con voces generadas por inteligencia artificial de los raperos Tupac Shakur y Snoop Dogg. «Taylor Made Freestyle» fue retirada de plataformas digitales tras la objeción de los sucesores de Shakur, quienes amenazaron con procedimientos legales contra Drake.
Como contraparte, Lamar presentó «Euphoria» el 30 de abril, seguido de «6:16 in LA» el 3 de mayo. Drake contraatacó con «Family Matters» ese mismo día, y apenas veinte minutos más tarde, Lamar estrenó un nuevo tema directo, «Meet the Grahams», y al día siguiente, lanzó «Not Like Us», intensificando así la rivalidad musical.

## Historia

### 2011–2014: Antecedentes
Drake y Lamar iniciaron su relación en términos amistosos. La primera colaboración entre ambos artistas se materializó con la participación de Lamar en «Buried Alive Interlude», del álbum Take Care de Drake, publicado en 2011. Su vínculo siguió fortaleciéndose cordialmente después de que Lamar acompañara a Drake, junto a ASAP Rocky, en el Club Paradise Tour en 2012. Posteriormente, ese mismo año, ambos hicieron una aparición en «Fuckin’ Problems» de ASAP Rocky. En 2013, Drake colaboró en el sencillo de Lamar, «Poetic Justice», que después formó parte del aclamado disco de Lamar, Good Kid, m.a.a.d city.
El 14 de agosto de 2013, Lamar desafió a Drake y a otros raperos en «Control» de Big Sean. En una entrevista con Billboard dos semanas más tarde, Drake minimizó el verso de Lamar, declarando: «Me pareció simplemente un pensamiento ambicioso. Eso es todo. Estoy consciente de que Lamar no me está superando, en absoluto, en ninguna plataforma». En septiembre, durante la serie de entrevistas en vivo #CRWN de Elliott Wilson, al ser cuestionado sobre «Control», Drake indicó que la actitud presencial de Lamar contradecía el mensaje de su verso. «Nos encontramos cinco días después en los VMAs y todo fue armonioso… Si realmente es "contra todos", entonces debe ser consistente». En octubre, durante el quinto cypher de los BET Hip Hop Awards 2013, Lamar rimó: «Nada ha sido igual desde ‘Control’ / Y pusieron a un rapero emocional en su pijama». Estos versos se interpretaron como críticas veladas hacia Drake, especialmente porque Lamar parecía referirse al álbum de Drake de 2013, Nothing Was the Same. Drake abordó más tarde estas líneas en una entrevista de portada para Vibe en diciembre, restándole importancia a la idea de una amistad cercana y asegurando que se mantuvo firme frente a «Control», mientras reconocía a Lamar como un «genio en su propio derecho», negando cualquier conflicto serio.
En octubre de 2014, Lamar apareció como invitado en la canción «Pay For It» de Jay Rock, donde se especulaba que sus letras contenían una respuesta a «The Language» de Drake, concluyendo con «Terminando nuestra amistad, [...] prefiero morir solo».

### 2015-2022: Guerra fría
En febrero de 2015, Drake publicó sin anuncio previo el mixtape If You're Reading This It's Too Late, donde Brandon Caldwell para Billboard desglosaba una lista de posibles menciones subliminales para otros raperos, incluyendo Lamar, donde se destacan «Used To» y «6PM in New York» por tener letras dirigidas a él. Durante la rivalidad entre Drake y Meek Mill, este último acusaba al rapero canadiense de utilizar un escritor fantasma en su colaboración «R.I.C.O.», siendo confirmado con la filtración de una pista de referencia realizado por Quentin Miller. De manera retrospectiva, el sencillo «King Kunta» de Lamar ha sido considerado por tener líneas subliminales a Drake, en particular «¿Un rapero con un escritor fantasma? ¿Qué carajos pasó? / Juré que no lo diría», meses antes de que las acusaciones de Meek Mill fuesen públicas. Lamar también estuvo mandando ataques líricos en las canciones «Darkside/Gone» y «Deepwater», presentes en el álbum Compton de Dr. Dre.
El 23 de marzo de 2017, Lamar publica «The Heart Part 4», donde su interpretación y fiereza lírica hizo especular que fuese un ataque para Big Sean y Drake. En particular, Angel Diaz para Complex comenta que las líneas «Uno, dos, tres, cuatro, cinco / Yo soy el mejor rapero vivo» son una respuesta a la canción «Gyalchester» presente en More Life. La canción también fue una táctica promocional para el siguiente álbum de Lamar, DAMN., que terminó superando las ventas conseguidas por Drake unas semanas antes. Una de las canciones en el álbum, «ELEMENT.», contiene ataques subliminales hacia Drake, Big Sean y Jay Electronica. Años después, fue filtrado una versión inicial de la canción que incluye ataques más directos hacia otros raperos. De manera retrospectiva, se ha especulado que «All the Stars» contiene letras dirigidas a Drake, en especifico «Jódete tú y tus expectativas / Ni siquiera quiero tus felicitaciones».
Luego de una larga ausencia musical, Lamar aparecía como invitado en el sencillo «Family Ties» de su primo Baby Keem. En el podcast de Joe Budden, este teorizaba que Lamar estaba atacando líricamente a Drake y no a Kanye West, comentando: “Esto está ocurriendo. El Armagedón está aquí. [...] Ellos tienen que colisionar”. En mayo de 2022, fue finalmente publicado Mr. Morale & the Big Steppers, abordando tópicos personales en la vida de Lamar. Una de las canciones, «Father Time», incluye la siguiente línea «Cuando Kanye se reconcilió con Drake, estaba un poco confundido» en referencia a la breve reunión de ambos raperos. Por su parte, Kanye había expresado en una entrevista con Drink Champs que Lamar y Drake aún seguían en malos términos.
Un mes después, fue publicado de manera sorpresiva el séptimo álbum de Drake, Honestly, Nevermind. La fecha de publicación, 17 de junio, coincidió con el cumpleaños de Lamar. Una publicación por Dave Free, amigo cercano de Lamar y cofundador del sello pgLang, hacía notar su disgusto con Drake llamándolo «mezquino» por esa táctica deliberada.
Un año después, Lamar y Baby Keem colaborarían nuevamente en «The Hillbillies», recibiendo atención mediática por su similitud con el flow de Drake en «Sticky» y su percusión de Jersey club, ritmos presentes en Honestly, Nevermind. De manera paralela, Drake se enfrascaba en otras rivalidades con Megan Thee Stallion en «Circo Loco» (Her Loss) y Rihanna en «Fear of Heights» (For All the Dogs), siendo tildado por distintos medios como un misógino.

### 2023–presente: Escalada

#### "First Person Shooter" y "Like That"
En octubre de 2023, J. Cole planteó en «First Person Shooter», tema de Drake, que él, junto a Drake y Lamar, constituían la élite del hip-hop contemporáneo, denominándolos los «Tres Grandes». Sin embargo, en marzo de 2024, Lamar rechazó esta clasificación en su sencillo «Like That», colaboración con Metro Boomin y Future, menospreciando a Cole y Drake con versos como «a la mierda los tres grandes, es solo un gran yo». Esta respuesta provocó que Cole lanzara una pista de réplica, «7 Minute Drill», que posteriormente eliminó y por la cual se excusó en un acto público. Por su parte, Drake no respondió directamente a «Like That» durante su gira, limitándose a afirmar en un recital: «Mantengo la frente en alto y tengo claro que, ocurra lo que ocurra, no existe persona alguna en este planeta que pueda derribarme».

#### "Push Ups", "Champagne Moments" y "Taylor Made Freestyle"
El 13 de abril de 2024, se difundieron en la red las versiones preliminares de «Push Ups». Este tema fungió como contraparte al verso de Lamar en «Like That», además de reprochar a ciertos artistas por alinearse con Lamar tras la publicación del mencionado verso, entre ellos Metro Boomin, Future, The Weeknd y Rick Ross. Ross reaccionó a las filtraciones con «Champagne Moments» el 15 de abril.
El 19 de abril, coincidiendo con el lanzamiento oficial de «Push Ups», Drake presentó «Taylor Made Freestyle», una nueva afrenta hacia Lamar. La pista contenía voces sintetizadas por inteligencia artificial que emulaban a los raperos Tupac Shakur y Snoop Dogg. Los sucesores de Shakur expresaron su rechazo al verso generado artificialmente y amenazaron con acciones legales contra Drake por infringir los derechos de imagen de Shakur y por desacreditar a un aliado de la familia: «La utilización no autorizada y desalentadora de la voz de Tupac en contra de Kendrick Lamar, quien siempre ha honrado a Tupac y su herencia tanto en público como en privado, intensifica el insulto». Finalmente, «Taylor Made Freestyle» fue retirada de las plataformas digitales por Drake el 26 de abril de 2024.

#### "Euphoria" y "6:16 in LA"
El 30 de abril de 2024, Lamar estrenó un tema titulado «Euphoria» como réplica a Drake.
Posteriormente, el 3 de mayo de 2024, Lamar compartió en Instagram un video con el título «6:16 in LA», apenas tres días después de «Euphoria». Este material incluía una nueva pista de confrontación, en un estilo reminiscente al de «Taylor Made Freestyle» de Drake. El nombre de la canción emula el formato de Drake de indicar la hora y la ciudad, como en «8AM in Charlotte». Los seguidores teorizaron que la portada alude al famoso juicio de O.J. Simpson, mostrando un guante similar al presentado como prueba en el caso, y el título parece referirse al 16 de junio, fecha del funeral de Nicole Brown Simpson y de la apertura del juicio.

#### "Family Matters" y "Meet the Grahams"
El 3 de mayo, Drake lanzó «Family Matters», una respuesta a «Euphoria» y «6:16 in LA». En la canción, Drake alega que uno de los hijos de Lamar es biológicamente de Dave Free, uno de sus productores, y que Lamar es un abusador doméstico. Además, cuando Drake publicó «Family Matters» en Instagram, también lanzó una breve parodia de «Buried Alive Interlude». 20 minutos más tarde, Lamar lanzó otra pista dirigida a Drake, titulada «Meet the Grahams». En la pista, Lamar alega que Drake esconde un segundo hijo (una hija), que se siente atraído sexualmente por menores y que dirige una red de tráfico sexual en su mansión.

#### "Not Like Us" y The Heart Part 6
El 4 de mayo de 2024, Lamar lanzó «Not Like Us». En la canción, Lamar alega que Drake y los miembros de su círculo íntimo son pedófilos. También señala la dependencia de Drake de los raperos de Atlanta para su éxito continuo, comparándolo con un colonizador blanco.
El 5 de mayo de 2024, Drake lanzó «The Heart Part 6». El título hace referencia a la serie «The Heart» de Lamar, retomando el aclamado por la crítica «The Heart Part 5» de Lamar. En la canción, Drake niega las acusaciones de pedofilia y grooming formuladas en su contra. Afirma que las acusaciones de Lamar se basaron en su propio trauma derivado del abuso. Se muestra la canción «Proof» de Aretha Franklin y utiliza las líneas de Franklin «Ahora déjame ver cómo lo pruebas / Solo déjame ver cómo lo pruebas».Drake dice: «Solo jodiendo con Whitneys, no con Millie Bobby Brown, Nunca miraría dos veces a ningún adolescente», refiriéndose a la amistad de Drake con la actriz Millie Bobby Brown que comenzó cuando ella tenía 14 años y dio lugar a acusaciones en las redes sociales de que Drake la estaba preparando.
Drake también alegó que su círculo íntimo le dio a Lamar información falsa sobre tener una hija de 11 años, a la que Lamar hizo referencia en «Meet the Grahams». También continuó afirmando que había casos de violencia doméstica en la relación de Lamar con Alford, y afirmó que Lamar no había visto a sus hijos en 6 meses. Después, al escribir en las redes sociales, Drake predijo que Lamar respondería en breve, diciendo: «Y sabemos que estás bajando 6 minutos después, así que en lugar de publicar mi dirección tienes mucho que abordar».

## Reacciones

### Reacción de celebridades
Kendrick Lamar ha contado con el apoyo de Metro Boomin, Future, The Weeknd, Rihanna, A$AP Rocky, Rick Ross, Megan Thee Stallion y Kanye West.
Drake ha contado con el apoyo de Azealia Banks y Jay Electronica.
HotNewHipHop se refirió a Leland Wayne (Metro Boomin) como una parte importante de la disputa. En «Family Matters», Drake apuntó a Wayne y dijo que tuvo relaciones sexuales con la novia de Wayne. También el 5 de mayo, Wayne respondió al reclamo de Drake, diciendo: «lo que no vamos a hacer es difundir mentiras e involucrar a mis seres queridos, nadie nunca [tuvo relaciones sexuales con] mi chica negra»; Wayne comenzó un concurso en el que le daría un ritmo gratis a quien hiciera la mejor pista contra Drake sobre un ritmo llamado «BBL Drizzy». También publicó la imagen de Drake con la cara negra que se había utilizado para la portada de «The Story of Adidon».
El exluchador de WWE Shawn Michaels, cuyo movimiento final (Sweet Chin Music), se mencionó en «Not Like Us» de Kendrick, invitó a la pareja a resolver su disputa en NXT.